# 駒崎弘樹
駒崎 弘樹（こまざき ひろき、1979年9月18日 - ）は、日本の社会起業家。フローレンスグループ会長CEO、NPO法人フローレンス会長。厚生労働省「イクメンプロジェクト」推進委員会座長、内閣府 「子ども・子育て会議」 委員、全国医療ケア児者支援協議会 事務局長、一般社団法人こども宅食応援団 代表理事、特定非営利活動法人 全国小規模保育協議会 理事他を務める。

## 略歴
- 1979年9月 東京都江東区出身[1]。
- 1992年4月 私立市川中学校・高等学校に入学するも、休学してワシントン州に1年間滞在[2] する。
- 1999年3月 私立市川中学校・高等学校を卒業し、4月慶應義塾大学総合政策学部入学し、在学中にITベンチャー企業[3] を始める。
- 2003年3月 慶應義塾大学総合政策学部で榊原清則に学び[4] 卒業する。
- 2003年4月 NEC社会起業塾[5] に参加する。
- 2004年 NPO法人フローレンスを設立[6]。
- 2007年 ニューズウィーク誌「世界を変える社会企業家100人」に選出される。
- 2010年1月 鳩山由紀夫内閣 内閣府非常勤国家公務員（政策調査員）。
- 2010年6月 菅直人内閣 厚生労働省「イクメンプロジェクト」推進委員会委員。2013年6月座長。
- 2010年10月 NHK中央審議会委員。
- 2010年12月 菅直人第1次改造内閣 内閣府「新しい公共」専門調査会推進委員。
- 2011年2月 内閣官房「社会保障改革に関する集中検討会議」委員。
- 2011年7月 東京都男女平等参画審議会委員[7]。
- 2013年5月 内閣府 「子ども・子育て会議」 委員。
- 2015年7月 全国医療ケア児者支援協議会 事務局長。
- 2016年6月 新公益連盟 代表理事。
- 2016年11月 ハーバード・ビジネス・レビュー「未来をつくる U40経営者20人」に選出。
- 2017年4月 休眠預金内閣府審議会専門委員。
- 2017年12月 日本弁護士連合会 市民会議委員。
- 2018年7月 ロレアル-ユネスコ女性科学者日本奨励賞を受賞する。
- 2018年10月 医療法人社団ペルル（現・医療法人社団マーガレット） 理事長。
- 2018年10月一般社団法人こども宅食応援団 代表理事。
- 2019年4月 慶應義塾大学湘南藤沢キャンパス特別招聘教授。
- 2022年7月 特定非営利活動法人 全国小規模保育協議会 理事。
- 2022年9月 フローレンスグループ 会長CEO、認定NPO法人フローレンス 会長。

## 活動

### メディア出演
- 2007年5月22日 テレビ東京 日経スペシャル ガイアの夜明け 起業家はいま･･･ ～ライブドアショック後のベンチャー像～[8]。- お金だけではない生き方を目指して苦闘する若者を取材。
- 2008年7月21日 テレビ東京 日経スペシャル カンブリア宮殿 「世界を救う社会起業家たち！」- NPO法人フローレンス 代表理事として出演[9]。
- 2012年3月10日 J-WAVE『TALKING ABOUT OUR FUTURE』[10]。
- 2012年10月29日 NHK Eテレ『未来へのアクション、ファイル6 “子育て”で社会を変える』[11]。
- 2012年10月30日 NHK Eテレ『未来へのアクション、ファイル7 “休眠口座”で社会を変える？』[12]。
- 2013年2月5日 NHK総合『フローレンスの「訪問駆けつけ型」「共済型」の病児保育の紹介』[13]
- 2013年4月-9月 J-WAVE『Jam the WORLD』。
- 2015年4月 NHKラジオ『マイあさラジオ』。
- 2015年5月 TOKYOMX『モーニングCROSS』。
- 2022年6月 J-wave『JAM THE PLANET』内『Tokyo Mirai Makers』。
- 2022年11月1日 NHK Eテレ『先人たちの底力 知恵泉』。
- 2022年12月31日 テレビ朝日『朝まで生テレビ！』。

### 政治姿勢
- 中道左派を自称する。
- 松井孝治が「将来の日本のパブリック（公）を変える」[14] と評した。
- 雑誌フォーリン・アフェアーズが、ヘイトスピーチに反対する一人[15] とした。
- 「DVを受けた母親が子どもを連れて逃げることを認めず面会交流を原則実施する法である」として親子断絶防止法案に反対している。

### 家族
妻と子2人がいる。妻の駒崎美紀は2019年4月の東京都北区議会議員選挙にあたらしい党公認で立候補し当選。同年12月に離党。2023年北区長選挙に立候補し次点で落選。2024年7月の東京都知事選挙と同時に行われた東京都議会議員補欠選挙に立候補し（北区選挙区）、当選した。駒崎美紀は、離婚後も別居親が重要事項決定権を持ち続ける離婚後共同親権に反対している

## 書籍

### 著書
単著
- 『「社会を変える」を仕事にする 社会起業家という生き方』（2007年11月14日、英治出版所）ISBN 978-4862760180
  - 『「社会を変える」を仕事にする 社会起業家という生き方』（2011年11月11日、筑摩書房 ちくま文庫）ISBN 9784480428882
- 『働き方革命 あなたが今日から日本を変える方法』（2009年5月9日、筑摩書房 ちくま新書）ISBN 978-4480064868
- 『「社会を変える」お金の使い方 投票としての寄付 投資としての寄付』（2010年10月25日、英治出版）ISBN 978-4862760821
- 『社会を変えたい人のためのソーシャルビジネス入門』（2015年12月1日、PHP研究所 PHP新書）ISBN 978-4569824086
- 『政策起業家 「普通のあなた」が社会のルールを変える方法』（2022年1月7日、筑摩書房 ちくま新書）ISBN 978-4480074508

共著
- 『2人が「最高のチーム」になるワーキングカップルの人生戦略』（共著者:小室淑恵）（2011年6月23日、英治出版）ISBN 978-4862760937
- 『5年後働く自分の姿が見えますか？』（共著者:岩瀬大輔 飯田泰之 古市憲寿 経沢香保子 為末大 田端信太郎 加藤嘉一）（2013年9月23日、角川書店）ISBN 9784041105474
- 『静かなる革命へのブループリント: この国の未来をつくる7つの対話』（編著:宇野常寛、共著者:猪子寿之 落合陽一 尾原和啓 門脇耕三 根津孝太 吉田浩一郎）（2014年6月1日、河出書房新社）ISBN 978-4309246611
- 『社会をちょっと変えてみた ふつうの人が政治を動かした七つの物語』（共著者:秋山訓子）（2016年3月1日、英治出版）ISBN 9784000611107
- 『世界一子どもを育てやすい国にしよう』（共著者:出口治明）（2016年8月1日、ウェッジ）ISBN 978-4863101685

### 監修
- 『保育園一年生 はじめての親と子のためのお助けBOOK』（監修:てぃ先生 今西洋介 大豆生田啓友  駒崎弘樹 山下真実 はる先生）（2023年10月23日、サンマーク出版）ISBN 9784763140869

### 翻訳
- 『あなたには夢がある 小さなアトリエから始まったスラム街の奇跡』（著者:ビル・ストリックランド ヴァンス・ローズ、訳者:駒崎弘樹）（2008年12月10日、英治出版所）ISBN 978-4862760425

### 解説
- 『責任革命 あなたの仕事が世界を変える』（著者:ティム・サンダース、訳者:池村千秋、解説:駒崎弘樹）（2010年9月2日、NTT出版）ISBN 9784757122567